# Clarkia pulchella
Clarkia pulchella també coneguda en anglès com pinkfairies, ragged robin, i deerhorn clarkia, és una espècie de planta anual Onagràcia. Està distribuïda a la zona del Nord-oest del Pacífic d'Amèrica del Nord. És l'espècie tipus del gènere Clarkia. Va ser descoberta primer per Meriweather Lewis prop de Kamiah, Idaho durant l'Expedició de Lewis i Clark. El 28 de maig de 1806 William Clark en va donar notícia en el seu diari.

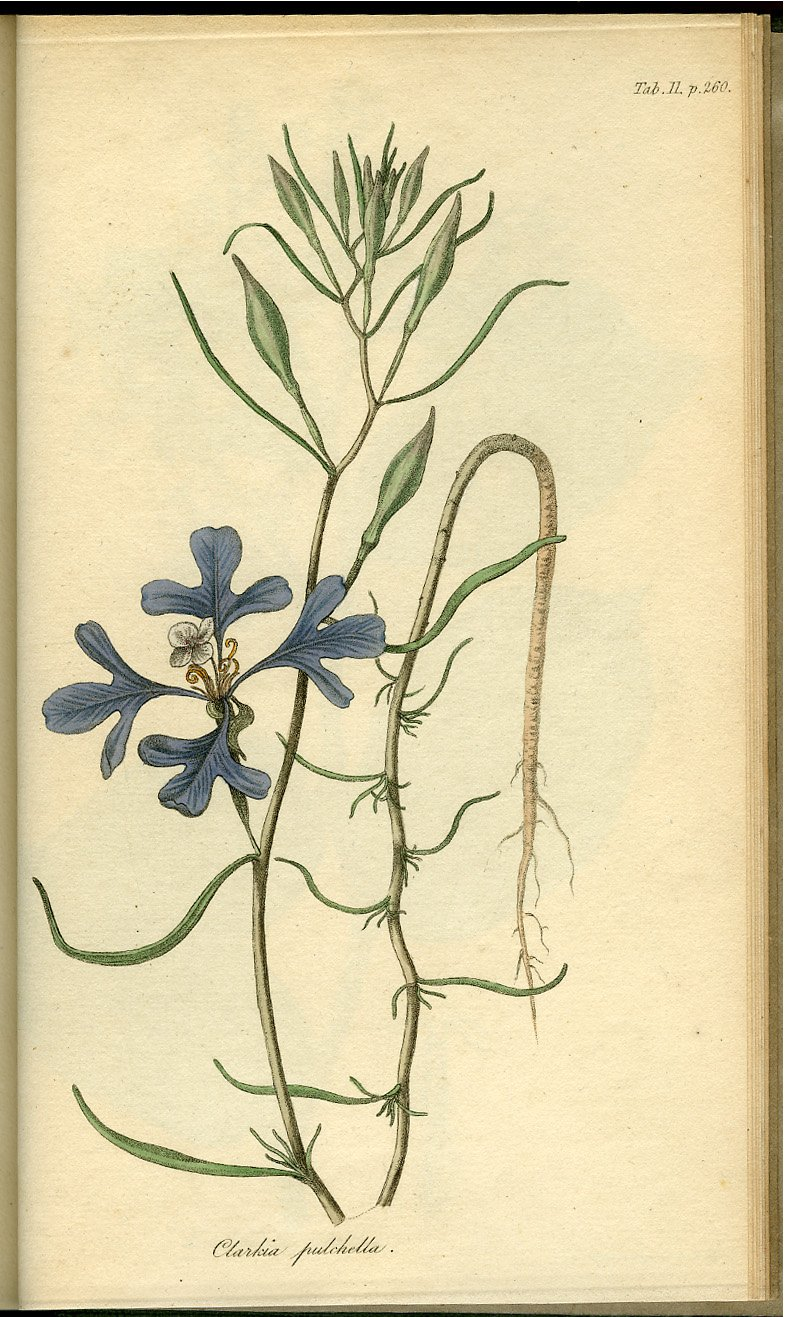
Clarkia pulchella per Frederick Pursh

Frederick Traugott Pursh el 1814 li va donar el nom de Clarckia pulchella en honor de Clark.
Clarkia pulchella és una planta famosa pel fet d'haver donat lloc, en concret el moviment del seu pol·len en dissolució aquosa, al descobriment del moviment brownià per part del botànic Robert Brown. També aquesta planta va ser usada per Newman i Pilson per a demostrar la relació de causa entre la variació genètica en una població i la supervivència de la població.